# Lania
Lania (gr. Λάνεια) – wieś w Republice Cypryjskiej, w dystrykcie Limassol. W 2011 roku liczyła 281 mieszkańców.